# Emmanuel Lemoine
Emmanuel Lemoine est un acteur français né le 30 août 1952 à Oissel en Normandie et mort des suites de maladie le 1er août 1992 à Nice.

## Biographie
Acteur non professionnel, Emmanuel Lemoine se fait remarquer en 1978 grâce à son rôle dans le premier long métrage de Jean-Claude Guiguet, Les Belles Manières, présenté au festival de Cannes (sélection de la Quinzaine des réalisateurs).

## Filmographie
- 1979 : Les Belles Manières de Jean-Claude Guiguet : Camille
- 1979 : Corps à cœur de Paul Vecchiali : Pupuce
- 1982 : Loin de Manhattan de Jean-Claude Biette
- 1986 : Faubourg Saint-Martin de Jean-Claude Guiguet : François
- 1990 : La Campagne de Cicéron de Jacques Davila
- 1993 : Chasse gardée de Jean-Claude Biette : Willy